# Rhodoveronaea varioseptata
Rhodoveronaea varioseptata är en svampart som beskrevs av Arzanlou, W. Gams & Crous 2007. Rhodoveronaea varioseptata ingår i släktet Rhodoveronaea och familjen Annulatascaceae.   Inga underarter finns listade i Catalogue of Life.